# ویلسون، شهرستان کافمن، تگزاس
ویلسون (به انگلیسی: Wilson) یک منطقهٔ مسکونی در ایالات متحده آمریکا است که در شهرستان کافمن، تگزاس واقع شده‌است. ویلسون ۱۳۸٫۰۸ متر بالاتر از سطح دریا قرار دارد.